# متحف تشيلي الوطني للفنون الجميلة
مُتحف تشيلي الوطني للفنون الجميلة (بالإسبانية: Museo Nacional de Bellas Artes)‏ هو متحف يقعُ في العاصمة التشيلية سانتياغو وهوَ واحدٌ من أهم مراكز الفن في تشيلي وفي أمريكا الجنوبية على حدٍ سواء. أُسّسَ المتحف عام 1880 (مما يجعلهُ أقدم متحف في أمريكا الجنوبية) وهوَ يُدار من قِبل منظمة تهتم بالفنون. يقعُ هذا المبنى (عادةً ما يُعرف باسمِ قصر الفنون الجميلة) في العاصِمة على مقربة من جامعة تشيلي وقد صُمّم من قِبل المهندس التشيلي أميل جيكوير المُختص في عمارة الفنون الجميلة.

## التاريخ
تأسّسَ المتحف رسميًا في 18 سبتمبر عام 1880 وقد كان اسمهُ في البداية متحف الوحة الوطنيّة بطلبٍ من رئيس تشيلي أنيبال بينتو وبإشرافِ الوزير دون مانويل غارسيا دي لا هويرتا وكذلك العقيد ماركوس ماتورانا والنّحات خوسيه ميغيل بلانكو في حين أشرفَ خوان موتشي على اللوحات الفنيّة الداخليّة. بحلول عام 1887؛ غيّرت الحكومة اسم المتحف إلى البارثينون وهو الاسم الذي كان من المُقرر إطلاقه على متحف كان من المتوقع أن يستضيفَ المعارض الفنية السنوية. غُيّر اسم المتحف إلى الاسم الشائع متحف الفنون الجميلة. قرّرت الحكومة في عام 1901 بِناء متحف جديد بمثابة كلية للفنون الجميلة وقد عيّنت إميليو جيكوير للإشراف عليه. بُني هذا المبنى في بارك فوريستال وقد غلبت عليهِ الطابع الفرنسي. عند الانتهاء من البناء؛ افتُتحَ رسمياً في 21 سبتمبر عام 1910 كجزء من المعرض الدولي الذي يشكل جزءًا من الاحتفالات بالذكرى المئوية لاستقلال تشيلي.

## العمارة
شُيّد المبنى الجديد للمتحف بناءًا على العِمارة الكلاسيكية الجديدة من أجلِ إحياء عمارة الباروك وتعزيز قوّة وحضور الفن الجديد إلى جانبِ اللمسات المعدنية التي همّت المعمارية خلالَ تلك الفترة. بشكلٍ عام فالعمارة التي صُمّم عليها المبنى هي عمارة فرنسيّة بامتياز وتُشتهر بترصيع بعض الجدران بالزجاج وكذا ترصيع القبة بالكامل. جديرٌ بالذكر هنا أنّ التيجان في القاعة المركزية قد تم تصميمها وتصنيعها في بلجيكا وتقديمهم إلى شيلي في عام 1907. يبلغُ الوزن التقريبي لدرع المتحف حوالي 115,000 كجم من الزجاج فيما يبلغُ وزن القبة 2,400 كلغ. في القاعة الكبرى؛ فوق شرفة الطابق الثاني هناك نحت يصور اثنين من الملائكة. من جهة أخرى؛ تضرّر المبنى بشكلٍ كبير خلال زلزال تشيلي 2010.

## وصلات خارجية
- الموقع الرسمي (بالإسبانية)
- جولة افتراضية بتقنية 360° عبر المتحف